# 死亡空间 (游戏)
《死亡空间》是一款由EA Redwood Shores開發的生存恐怖第三人稱射擊遊戲，在2008年10月於PlayStation 3、Xbox 360和Microsoft Windows上發行。 玩家在遊戲中操控主人公—工程師艾薩克·克拉克（Isaac Clarke）登上一架充滿死亡氣息的採礦星艦「石村號」，對抗由人類屍體轉變而成的「屍變體」從而保存性命。同時也是EA在iOS平臺發佈的一款手機遊戲。遊戲發行後獲得了極高的評價，已經賣出了兩百萬張遊戲。遊戲的成功讓藝電繼續開發遊戲的其他作品，其續作《絕命異次元2》於2011年1月25日发行。

## 遊戲操作
玩家在遊戲中控制主人公艾薩克·克拉克，身為星艦系統的工程师，奉命執行修復任務時被困於一艘受到外星生物襲擊的大型採礦星艦中孤軍奮戰。船上大部分船員死亡的屍體全部轉化為一種名為「屍變體」（Necromorphs）的恐怖外星生物，作為整體遊戲的敵人，牠們各有不同類型以及不同攻擊方式，玩家則需要用不同的戰術擊退牠們繼續前進。該遊戲是以第三人稱視角來進行的，由此讓玩家感受到真實的外星恐怖氣氛，大部分屍變體會從艦船牆壁上的通風管道跳出來，或是一部分出現在玩家的前進道路上。
遊戲裏沒有使用傳統的抬頭顯示器；取代而之的是，所有遊戲信息都通過来自艾薩克的「資源集成裝備」（Resource Integration Gear；）宇航服和武器本身的全息投影顯示給玩家。例如，艾薩克的每一種武器上都安装一个小型全息顯示器，在瞄准時會指示彈藥數量。此外，艾薩克的血量、或稱健康值會顯示在他的戰甲頸椎處。為了確保玩家不在遊戲中迷路或是不熟悉當時任務，玩家可以通过浮在地面上的前面的全息路线图，检查當前目標與3D地圖。然而，遊戲在這些活動期間仍會實時進行，因此玩家隨時都會處於將被攻擊的危險中。
作戰方面涉及一種稱為「戰略性肢解」的技巧，代表玩家必須要靠切斷敵人的四肢、肢體或其他部分身體部位以擊敗他們。例如，射擊屍變體的頭部將對他們沒什麼作用。但是，一旦玩家切除其胳膊和腿，不但能夠減弱敵人的前進速度，還會讓牠們徹底停止活動。遊戲根據屍變體的傷勢情況，會自動使牠們更改作戰方式。例如，普遍屍變體如腿部被截斷後，會靠上半身繼續爬向玩家進行攻擊。而其他部分特殊屍變體遭肢解後，會自行長出新的肢體以繼續行動，或是從肚子跑出新的屍變體。
為了保持艾薩克·克拉克的工程師職業，加上遊戲主要發生地點「石村號」是以採礦為主的工程艦船，因此遊戲的絕大多數的武器都是採礦專用的工具，比如玩家於遊戲開始時第一個得到的武器—等離子切割槍（Plasma Cutter），可作為水平或垂直切片。其他武器還包括旋轉鋸，火炬（改變用途作為一個火焰噴射器），高能爆破槍，可以發射強大衝擊波的炮彈；當中還有一把軍用級別的自動步槍。艾薩克·克拉克可以通過其它武器、或以踩踏方式攻擊敵人。所有武器都具有輔助射擊模式; 例如等離子切割槍可以旋轉90度，以便更有效地分解垂直肢體。玩家可以通過拾取彈藥和物品以填充武器，這些彈藥和物品都可以在船上各處獲得，也可以拾取死去屍變體身上掉出的物品；遊戲出現的物品均是隨機出現，或者可以訪問飛船上的自動商店以購買物品、或是存儲在商店中。遊戲裏部分地方會設置工作台（Working Bench），可以升級艾薩克的戰甲和武器。
除了對付敵人的武器以外，艾薩克身上同時也有協助他生存、解謎、以及作戰的工具。艾薩克於遊戲中獲得的「靜止裝置」（Stasis）可以暫時減弱敵人或是物品的速度，可以在任何環境下使用，一般會用來對付速度較快的敵人、或是出錯而無法慢下來的艦船閘門。而「吸取裝置」（Kinesis Module）可以讓艾薩克像磁鐵一樣吸取各種物品後丟出，可以解決堵在前進路線上的障礙物、或是拿東西丟向敵人。遊戲中包括部分「零重力空間」，而艾薩克的重力靴可以讓他在零重力裏自由行動，而艾薩克的戰甲在真空環境下也可以確保他能夠呼吸一段時間的氧氣，但他氧氣一旦耗光還是會窒息而死。因此在這些環境下，玩家必須快速行動並找到出口；而在真空環境裏有時也會安置氧氣筒，讓艾薩克能再次儲備更多的氧氣。

## 劇情
2508年，一艘負責“行星裂解”工程的大型採礦星艦「石村號」（USG Ishimura），於「聖盾七號星系」（Aegis Ⅶ）執行開採任務期間，突然向艦船隸屬的「和諧開採公司」（Concordance Extraction Corporation；）發出求救信號後通訊中斷，而CEC便派出小艦船「凱里昂號」（USG Kellion）前去石村號進行維修工作和調查。在凱里昂號將要靠近石村號時，由於石村號的引力索導航失效，使凱里昂號在著艦時失控撞入飛行艙面。眾人登艦不久發現石村號內部空無一人，一群不明外星生物轉眼間從各個通風管道中跳出來，造成兩名保全喪生，只有工程師艾薩克·克拉克、電腦專家坎德拉·丹尼爾斯（Kendra Daniels）與保全主管柴克·哈蒙德（Zach Hammond）三人分散逃跑。由於艦船的不少主要系統均失效或受損，哈蒙德和坎德拉便指引獨自在外的艾薩克去維修各個系統，藉此為他們爭取活下來的時間。
艾薩克走遍石村號各處，從船員們留下的文字及錄音日誌中的線索拼湊在一起後瞭解到：石村號在此星系實行非法採礦，而礦工在星球表面上建立殖民地過程中，尋獲一個名為「紅色神印」（Red Marker）的神秘外星文物；而艦長班傑明·馬賽亞斯（Capt. Benjamin Mathius）與多數船員都身為強大宗教團體「統一教」（Unitology）的忠實信徒，將神印運上船後開始投入神印研究工作上。然而，神印似乎造成大量殖民地矿工與石村號船員陸續出現嚴重幻覺與驚恐症狀，接二連三地發生自相殘殺事件。對各處危機視若無睹的馬賽亞斯執意要將神印帶回地球供奉，而科學主管泰倫斯·凱恩（Terrance Kyne）認為艦長已喪失理性，試圖對他注射鎮靜劑時不慎用針頭誤殺艦長。而神印上刻有的遺傳編碼發出的某種電磁信號，開始將死者全數變成對非同類極具攻擊性的恐怖外星生物「屍變體」（Necromorphs）。殖民地最先淪陷，感染人數持續擴大，而因為一艘來自殖民地的艦船不慎將一隻屍變體帶進石村號，才造成星艦也同樣受感染而棄置於此。
修復船體過程中，艾薩克遇到一名瘋狂科學家查萊斯·莫瑟（Dr. Challus Mercer），其創造出一隻肢體能夠無限再生的人造屍變體「捕獵者」（The Hunter），艾薩克一度將捕獵者靠人體冷凍技術制伏。除此之外，艾薩克也在搜尋他的女友兼石村號醫療官妮可·布倫南（Dr. Nicole Brennan），艾薩克一度見到妮可，然而兩人之間隔著一道溝而無法碰面。艾薩克藉由投射出船的一塊小型隕石送出求救信號，引起距離石村號最近的一艘隸屬「地球防衛軍」（Earth Defense Force）的星際驅逐艦「勇氣號」（USM Valor）注意。然而，勇氣號碰巧回收一架來自石村號的救生艙，其內部關著一隻屍變體，於一開始被哈蒙德基於自保而發射出去；這導致勇氣號同樣淪陷並直接撞進石村號貨艙。哈蒙德率先登上勇氣號，發現該船其實是被政府派來摧毀石村號湮滅證據；而艾薩克在船內部找到的文字日誌也證實。艾薩克取走勇氣號的驅動核心來為逃生用的艦艇供能，但哈蒙德過程中死於一隻大型屍變體之手，掩護艾薩克逃出勇氣號。
倖存的凱恩聯繫上艾薩克，希望他能協助將神印運回星球，藉以抑制住棲息在星球內部的巨大屍變體「群腦者」（Hive Mind），其用精神控制著其他屍變體。艾薩克得知船內存放一艘專門為高官疏散的艦艇，找尋所需零件過程中再次遇見莫瑟，其將捕獵者再度釋放出來。艾薩克靠艦艇的火箭推進器將捕獵者徹底燃盡後，莫瑟將自己“奉獻”給屍變體來自殺身亡。通過凱恩的指引，艾薩克將神印載入艦艇中，但坎德拉卻槍殺凱恩後獨自開艦艇帶神印逃跑，用視訊對艾薩克揭露她其實是地球政府派的間諜，負責將神印帶回給她的上級。她透漏這座神印其實是人造，參照數百年前於地球上找到的原始外星文物「黑色神印」（Black Marker）透過逆向工程所復刻出來，一直以來被政府安置於這座聖盾七號星系加以封鎖、監察其效能；但星球如今被CEC公司非法開採，無意間導致這場災難。孤立無援的艾薩克突然收到妮可聯繫，妮可於控制室指引艾薩克遠程控制艦艇自動返回石村號，導致坎德拉只好搭乘救生艇逃出艦艇。
艾薩克將神印運回星球殖民地上的原始位置，過程雖然抑制住群腦者、但也使環繞殖民地的引力索全部被毀，導致石村號牽制的巨大礦石開始下墜。坎德拉再次現身打算將神印偷跑，同時為艾薩克展示妮可的完整自錄像，顯示妮可其實早已用致命性注射自盡，而艾薩克之前看見的“妮可”只是神印為了指引他將其運回星球而製造的「幻覺」。隨著神印被移位，群腦者再次蘇醒，當場殺死準備逃跑的坎德拉。由於沒有退路，艾薩克經歷一場驚險的戰鬥後成功殺死巨大無比的群腦者，使牠的屍體掉回採礦坑中。艾薩克便立即開艦艇、扔下神印逃離星球，殖民地也隨著大礦石的撞擊而徹底毀滅。孤身一人的艾薩克在離開星系的路上，取下頭盔並再次收看妮可的自殺錄像，由於不想再看到結局而將其關掉。隨後，艾薩克突然感覺到一絲寒意，於是往右邊的駕駛座一看，一個渾身是血的“妮可”直接跳出來襲擊他……

## 遊戲章節
| 章節 | 標題         | 地點             |
| 1    | 新的來客（New Arrivals） | 飛行艙面（Flight Deck）     |
| 2    | 重症監護（Intensive Care） | 醫療艙面（Medical Deck）     |
| 3    | 校正航線（Course Correction） | 引擎艙面（Engineering Deck）     |
| 4    | 撞擊來襲（Obliteration Imminent） | 艦橋（Bridge）         |
| 5    | 致命奉獻（Lethal Devotion） | 醫療艙面（Medical Deck）     |
| 6    | 環境危害（Environmental Hazard） | 水培艙面（Hydroponics Deck）     |
| 7    | 進入虛空（Into the Void） | 採礦艙面（Mining Deck）     |
| 8    | 搜救行動（Search and Rescue） | 艦橋（Bridge）         |
| 9    | 死亡到來（Dead on Arrival） | 貨艙、勇氣號（Cargo Deck, USM Valor） |
| 10   | 世界末日（End of Days） | 船員艙面（Crew Deck）     |
| 11   | 備用方案（Alternate Solutions） | 飛行艙面（Flight Deck）     |
| 12   | 死亡空間（） | 行星殖民地（Aegis Ⅶ Colony）   |

遊戲每個章節標題的首個字母串聯起來所得到的訊息是「妮可已死（NICOLE IS DEAD）」。

## 遊戲人物
- 艾薩克·克拉克（；剛納·賴特（英语：Gunner Wright）配音）

遊戲主人公，玩家控制的人物。他是CEC公司的艦船系統專家兼工程師，被派到凱里昂號登上石村號負責修復系統，而他同時也有找尋女友妮可的私人目的。
- 坎德拉·丹尼爾斯（Kendra Daniels；陶南金·卡麥洛（英语：Tonantzin Carmelo）配音）

CEC公司的電腦專家，登上石村號不久後後和眾人分開，獨自躲在一間電腦室為艾薩克指引目標。
- 柴克·哈蒙德（Zach Hammond；彼得·門薩配音）

CEC公司的一位保全主管，派到凱里昂號上保護眾人的安全，在任務的理念下和坎德拉有過多次衝突。
- 查萊斯·莫瑟（Challus Mercer；納維德·奈嘉班配音）

石村號上的一位瘋狂科學家，同時也是統一教的狂徒，對屍變體非常癡迷，認為該外星物種能夠取代人類。
- 泰倫斯·凱恩（Terrence Kyne；基斯·札拉比加（英语：Keith Szarabajka）配音）

石村號上的主科學官，非常孤傲偏心，一直在想辦法抵制神印的研究工作。他除了在遊戲中登場以外，也在遊戲前傳動畫電影《絕命異次元：坍塌》中出場。
- 妮可·布倫南（Nicole Brennan；伊亞麗·里蒙（英语：Iyari Limon）配音）

石村號上的一位醫療官，艾薩克的女友，也是艾薩克極力想找尋的對象。但她在遊戲始終不見蹤影，每次見到艾薩克時都會說一句「讓我們成為一體」。
- 雅各布·譚波 & 伊莉莎白·克羅斯（Jacob Temple & Elizabeth Cross）

石村號上的兩位生還的船員，其錄音或文字日誌相繼出現的船的各處，大多數都出現在艾薩克的前進路線上。

## 屍變體
- 砍殺者（Slasher）：最普遍的屍變體，由人體變異而成，兩隻長在肩膀的手臂帶有砍殺目標的刀。
- 跳躍者（Leaper）：長著尾巴、只有人體上半身的屍變體，多數會出現在零重力空間中。
- 潛伏者（Lurker）：由嬰兒變異而成的屍變體，靠牠們身上長得三根觸手來發射火刺來攻擊目標。
- 蜂擁者（Swarmer）：體形最小、會成群行動的屍變體，會蜂擁至目標的身上吸血吃肉。
- 感染者（Infector）：一種類似蝙蝠的屍變體，會將死去的人類屍體轉化為新的屍變體。
- 觸手：一群來源未知、居於牆洞中的粗長觸手，會抓住對象的腳拖進洞中殺死。
- 身孕者（Pregnant）：體形肥胖、外形類似砍殺者的屍變體，肚子裡會帶有蜂擁者、而有時是兩隻潛伏者。
- 蠻撞者（Brute）：體形龐大、防禦力高的屍變體，力氣非常大，是普遍屍變體中最強的一種。
- 守護者（Guardian）：一種黏在牆上、把守去路的屍變體，會靠六根觸手攻擊，或是從肚子吐出莢子來攻擊。
- 捕獵者（The Hunter）：一種由砍殺者與人體結合並強化的人造屍變體，由莫瑟所創造，肢體能夠無限再生。
- 氣喘者（Wheezer）：一種無攻擊性、但會靠肺部散發出致命毒氣的屍變體，只在章節六中出現。
- 自爆者（Exploder）：一種身體拖著黃色易爆濃瘤的屍變體，攻擊時只會接近目標靠濃瘤來自爆攻擊。
- 分體者（Divider）：一種身材高大、受到攻擊時會分體繼續行動的屍變體，特徵是牠的類似鯨魚的叫聲。
- 抽搐者（Twitcher）：一種行動速度極快的屍變體，因為靜止裝置於目標感染時融入身體，犹如砍殺者的進化版。

### BOSS
- 巨無霸（The Leviathan）：一隻巨大無比、藏於石村號食物儲藏庫裏的大型屍變體，也是因為牠而惡化了艦船的空氣，僅在章節六中出現。
- 寄生蟲（The Slug）：一隻卡在石村號艦橋區天線口不走的大型屍變體，能夠靠身上的觸角來抓起並丟出周圍的任何重物來攻擊，僅在章節八中出現。
- 群腦者（The Hive Mind）：一隻休眠於聖盾七號星球地底的最大型屍變體，為控制著星系所有屍變體的元兇，是遊戲的最終BOSS。

## 延伸作品
《絕命異次元》的成功使得EA公司繼續開發了絕命異次元系列遊戲，其他還包括電影、漫畫等其他影視作品。

### 前傳
- 《絕命異次元：撤離》（Dead Space: Extraction）：在Wii平台上發行的絕命異次元遊戲，於遊戲之前發生的事情。故事講述石村號兩位倖存者—一位名叫奈森·麥克尼爾的警探，和一位名叫萊克西·默多克的船員妻子，在災難發生時攜手合作生存，並最終逃出石村號的經歷。
- 《絕命異次元：坍塌》（Dead Space: Downfall）：一部作為遊戲前傳的動畫電影，主要講述石村號從最一開始並慢慢變成死亡廢墟的過程，人物中包含遊戲裏出場的角色，比如班傑明·馬賽亞斯艦長以及泰倫斯·凱恩。主要圍繞著主人公—石村號保全隊長愛麗莎·文森特和其隊伍在船上浴血奮戰、但最終集體英勇犧牲的故事。

這兩部作品均是以艾薩克·克拉克等人搭乘的凱里昂號開始慢慢靠近石村號、開始了《絕命異次元》的遊戲故事來結尾。

## 重制版
2021年7月，EA宣布将推出《死亡空间》的重制版，将由EA Motive负责开发，将使用EA的寒霜引擎重新制作；游戏将登陆Xbox Series X/S、PlayStation 5和Windows等平台。